# Попурри
Попурри́ (фр. pot-pourri — мешанина) — музыкальная инструментальная пьеса, составленная из популярных мотивов других сочинений, нескольких произведений одного жанра или определенного композитора. Произведение для хора, вокального ансамбля или солиста, составленное из песен, объединённых одной темой, написанных в одной или одноимённых тональностях, а в разных тональностях связанных модулирующей последовательностью аккордов.
Первоначальное значение французского слова pot-pourri (от pot — горшок и pourri — увядший) — горшок с отверстиями, куда складывались сухие лепестки увядших цветов.
Термин используется с начала XVIII века. Впервые был использован французским издателем музыки Кристофом Баллардом (1641—1715) для выпуска собрания сочинений в 1711 году. В настоящее время попурри исполняются эстрадными, симфоническими (эстрадно-симфоническими), духовыми и др. оркестрами и ансамблями.
Также в современной музыке получили развитие близкие к попурри жанры «мэшап» и «микс» — трек, состоящий из отдельных фрагментов песен одного или нескольких исполнителей и/или коллективов.